# Woldemar Horn
Woldemar Horn (* 9. September 1864 in Plötz; † 31. Oktober 1945 in Berlin-Wilmersdorf) war ein deutscher Jurist und zuletzt Gouverneur von Togo.

## Leben
Der Sohn eines Gutsbesitzers in Plötz besuchte von 1887 bis 1884 das Städtische Gymnasium in Halle an der Saale, wo er auch das Abitur ablegte. Anschließend studierte er Jura in Heidelberg, Berlin und Halle und wurde in Heidelberg 1884 Mitglied des Corps Vandalia. 1888 bestand er in Naumburg das Referendarexamen. 1893 wurde er Gerichtsassessor in Berlin, dann in Osterwieck, Greußen und Magdeburg. Horn trat 1896 in die Kolonialabteilung des Auswärtigen Amtes ein und wurde 1897 Hilfsarbeiter beim Gouvernement des deutschen Schutzgebiets Kamerun, von 1899 bis 1899 war er  Bezirksrichter in Deutsch-Südwestafrika. 1900 stellvertretender Gouverneur von Togo und am 1. Dezember 1902 Gouverneur von Togo. Am 11. Mai 1905 trat er im Zusammenhang mit Vorwürfen wegen fahrlässiger Tötung eines Gefangenen als Gouverneur zurück und wurde in den Ruhestand versetzt.
Im Ersten Weltkrieg war Horn Hauptmann und Führer einer Landsturmbatterie, später einer schweren Munitionskolonne.